# Incidente dell'ATR 42 di Air Botswana del 1999
L'incidente dell'Air Botswana del 1999 si è verificato quando Chris Phatswe, un pilota di linea del Botswana, si uccise facendo schiantare un aereo nel piazzale dell'aeroporto contro un gruppo di aerei all'aeroporto internazionale Sir Seretse Khama di Gaborone, in Botswana. Risulta l'unica vittima. Le sue azioni hanno effettivamente paralizzato le operazioni di Air Botswana, essendo quelli gli unici velivoli operativi della compagnia.

## L'incidente
L'11 ottobre 1999 Phatswe rubò un Aérospatiale ATR 42-320, registrato come A2-ABB, decollando dal terminal riservato ad Air Botswana dell'aeroporto internazionale Sir Seretse Khama. Per due ore girò intorno all'aeroporto, trasmettendo via radio alla torre di controllo e annunciando la sua intenzione di suicidarsi. L'aeroporto viene evacuato in via precauzionale; i passeggeri, in seguito, riferirono una buona dose di panico nel terminal. I funzionari nella torre tentarono di convincerlo ad atterrare. Gli sforzi per risolvere la situazione erano guidati dal generale Tebogo Masire, allora vice comandante della Forza di Difesa del Botswana. Phatswe minacciò di schiantarsi contro un edificio dell'Air Botswana dicendo di nutrire del rancore contro la direzione della compagnia aerea. Chiese di parlare con Ian Khama, l'allora vicepresidente del Botswana, ma quando i funzionari nella torre di controllo riferirono a Phatswe che c'erano delle persone nell'edificio cambiò idea. Poco dopo che gli passarono Khama, l'ATR-42 iniziò ad esaurire il carburante, quindi Phatswe effettuò un buon atterraggio, ma invece di arrendersi alla sicurezza dell'aeroporto procedette a rullare verso il terminal di partenza ad alta velocità, sbattendo l'aereo rubato contro altri due ATR-42 sulla rampa. Tutti e tre gli aerei furono distrutti in un violento incidente e Phatswe rimase ucciso. Fu l'unica vittima.
I tre aerei erano allora gli unici mezzi operativi nella flotta dell'Air Botswana; un quarto aereo, un BAe-146, era stato messo a terra per problemi tecnici in quel momento. Di conseguenza le azioni di Phatswe effettivamente paralizzarono le operazioni della compagnia di bandiera.

## Motivi del gesto
Phatswe aveva ripetutamente minacciato le autorità aeroportuali, dicendo loro che si sarebbe suicidato, ma non aveva mai dato una ragione. Al momento dell'incidente era in congedo medico dalla compagnia aerea, dopo aver fallito un esame fisico due mesi prima, venendo di conseguenza dichiarato non idoneo al volo; perciò non era autorizzato a prendere l'aereo. La sicurezza dell'aeroporto venne accusata di essere stata negligente e si disse che era abbastanza facile per qualcuno rubare un aereo.